# شهرستان اولیوتوفسکی
شهرستان اولیوتوفسکی (به لاتین: Ulyotovsky District) یک شهرستان در روسیه است که در سرزمین زابایکالسکی واقع شده‌است.